# Советский переулок (Ярославль)
Сове́тский переу́лок (бывший Ильинский переулок) — переулок в историческом центре города Ярославля. Лежит между Советской площадью и Волжской набережной.

## История
Переулок был проложен в ходе перестройки города по регулярному плану 1778 года и получил своё название по расположенной рядом церкви Ильи Пророка. Ильинский и параллельный ему Губернаторский переулок начинались от углов Ильинской площади и соединяли её с Волжской набережной.
В декабре 1924 года Ильинский переулок был переименован советскими властями в Советский.

## Здания
- № 1/17 — Музей истории города Ярославля, бывшая усадьба Кузнецова
- № 2/23а — Бывший дом Викулина — Горанской. Построен в 1802 году, позже перестроен[2]
- № 2/23б, 2/23с — Бывшие доходные дома Ф. А. Построены в 1900 году[2]
- № 5 — Бывший дом Матвеевских[3]

- Бывшая усадьба Кузнецова (№ 17)